# Cleòmenes (escultor)
Cleòmenes  (en llatí Cleomenes, en grec antic Κλεομένης "Kleoménes") fou un escultor grec esmentat únicament per Plini el Vell, que fou autor d'un grup conegut per les Tespiàdes o Muses, que Gai Asini Pol·lió va col·locar als seus edificis a Roma, segurament a la biblioteca del turó Palatí.
L'anomenada "Venus de Mèdici" porta una inscripció amb, possiblement, el seu nom a la base del pedestal: ΚΛΕΟΜΕΝΗΣ ΑΠΟΛΛΟΔΩΡΟΥ ΑΘΗΝΑΙΟΣ ΕΠΩΕΣΕΝ (Cleòmenes, fill d'Apol·lodor d'Atenes). Va viure no abans del segle IV aC ni més tard del 145 aC, però les dades exactes no es poden determinar.